# Rocbinda

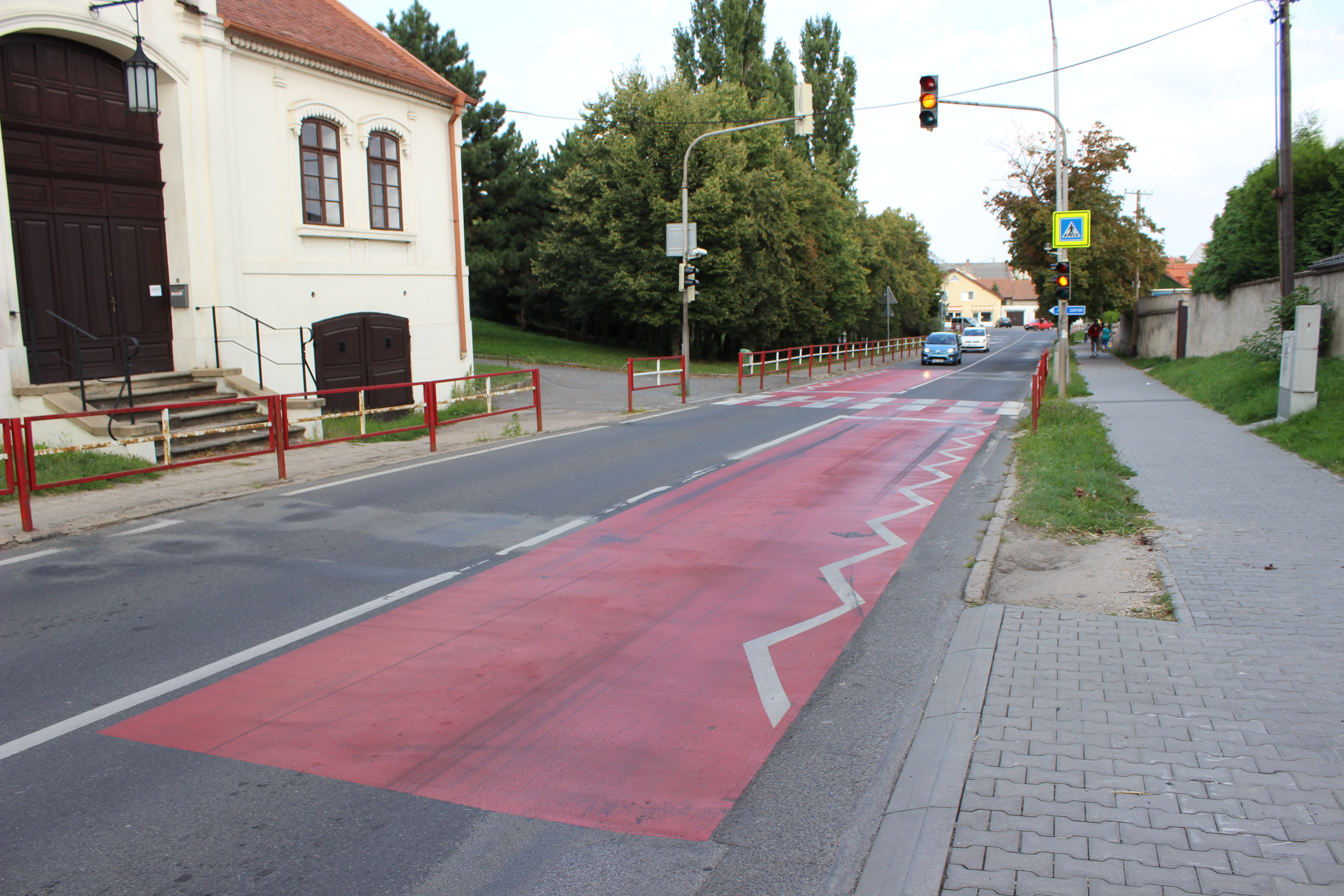
Rocbinda před přechodem pro chodce v Brandýse nad Labem

Rocbinda je obchodní označení směsi od firmy Jobling Purser Ltd., která se pokládá na vozovku ke zkrácení brzdné dráhy automobilů až o jednu třetinu (vlivem zvýšeného smykového tření). Zároveň pomáhá ke zklidnění dopravy a svou charakteristickou sytě červenou barvou (ovšem může existovat i v jiném barevném provedení) upozorňuje řidiče na hrozící nebezpečí. Vysoké učení technické v Brně během jejího testování zjistilo, že užití Rocbindy vede ke snížení nehodovosti o více než 25 procent (podle některých zdrojů u nehod za mokra o 67 procent a u všech nehod o 31 procent).
Výhodou je, že při aplikaci není nutné provádět stavební práce. Dochází totiž pouze k natření směsi složené z pojiv smíchaných s drceným bauxitem na vozovku. Zároveň vlivem toho, že směs nepropouští vodu, zvyšuje se tak životnost stávajícího povrchu komunikace.
Délka úseku, na který se Rocbinda pokládá, by měla být minimálně na délku pro zastavení, což např. pro rychlost 50 km/h znamená 35 m.